# الصم في الفلبين
لغة الإشارة الفلبينية (FSL) هي اللغة الرسمية للتعليم للصم الفلبينيين، والتي يبلغ عددهم حوالي 121,000 اعتبارًا من 2000.

## نشوء اللغة

### أول استخدام للإشارات (1604)
تم توثيق أول حالة لظهور لغة الإشارة في عام 1604. في هذا الوقت، استخدم كاهن سمعي الإيماءات لشرح الممارسات الدينية ومفهوم الله لاثنين من الفلبينيين الصم. بعد هذه الحادثة، قام الفلبينيان الصم بنقل معرفتهما الجديدة إلى مجموعاتهما الدينية. بعد عام 1604، هناك القليل من التاريخ الموثق عن لغة الإشارة الفلبينية (FSL) حتى عام 1907.

### تأثير لغة الإشارة الأمريكية (1907)
في هذا الوقت، كانت الولايات المتحدة قد استعمرت الفلبين، وقام المستعمرون الأمريكيون ببناء مدرسة للصم والعميان في عام 1907. تمت دعوة الآنسة ديلايت رايس لتعليم الطلاب الصم في المدرسة. وأشارت إلى أنها اضطرت لإقناع أولياء الأمور الفلبينيين بالسماح لأطفالهم بالتعليم. وتذكرت أن الآباء كانوا يشعرون بالخجل من أطفالهم الصم، وكان عليها إقناعهم بأن جميع الأطفال يستحقون التعليم. في المدرسة، تم تعليم الطلاب الصم الذين يعرفون لغة الإشارة لغة الإشارة الأمريكية (ASL). تم تعليمهم الأبجدية الخاصة بـ ASL، والتي تتطابق مع الأبجدية الحالية لـ FSL. في المدرسة، تم أيضًا تعليم الطلاب التوقيع باللغة الإنجليزية الدقيقة.

### التميز عن لغة الإشارة الأمريكية (الحاضر)
تستخدم كلتا اللغتين نفس نظام الأبجدية اللاتينية، ومعظم الحروف يتم تهجئتها بنفس الطريقة في ASL وFSL، ولكن هناك بعض الاختلافات الرئيسية.

### اكتشاف عوالم الصم (DDW)
تسعى منظمة "اكتشاف عوالم الصم" (DDW) إلى توفير التعليم، وتعزيز الدعوة، وتوسيع دور الصم في المجتمع، وبناء مهارات تنمية المجتمع للصم الفلبينيين. في مشاريعها السابقة، ركزت المنظمة على العثور على دعاة صم من كوستاريكا للحديث باسم مجتمعهم الصم، ومنح الأطفال الصم المعاقين في الهند فرصة لحياة جديدة، وتنفيذ مهارات القيادة وبناء المجتمع في عدة مدن هندية. كما عملت مع "PFD" للمطالبة بتحديد لغة الإشارة الفلبينية (FSL) كلغة الإشارة الوطنية للفلبين.

## حقوق الإنسان والمدنية
تم صياغة اتفاقية حقوق الأشخاص ذوي الإعاقة (CRPD) من قبل الأمم المتحدة في عام 2006 ودخلت حيز التنفيذ بعد 2008. قبل أن تصبح الوثيقة سارية، وقعت الفلبين على الاتفاقية في عام 2007 وصادقت عليها في 2008.
في عام 2014، أصدرت الأمم المتحدة "قائمة القضايا المتعلقة بالتقرير الأولي للفلبين". في عام 2013، كتبت "الائتلاف الفلبيني حول اتفاقية الأمم المتحدة لحقوق الأشخاص ذوي الإعاقة" "تقرير موازٍ مقدم إلى لجنة حقوق الأشخاص ذوي الإعاقة بشأن تنفيذ الاتفاقية في جمهورية الفلبين من 2008-2013". فيما يلي قائمة بالأمور المتعلقة بالصم من التقريرين في 2013 و2014:
- القلق الكبير بشأن نقص الوصول إلى العدالة للأشخاص الصم، خاصة نقص المترجمين بلغة الإشارة في المحاكم على الرغم من وجود تشريع للعدالة في هذا المجال
- القلق الكبير بشأن السياسات التمييزية التي تمنع الأشخاص الصم من أداء الأنشطة اليومية، مثل شرط أن يكون مع الأشخاص الصم الذين يقودون السيارة شخص سميع في جميع الأوقات
- القلق الكبير بشأن العنف الجنسي ضد النساء والفتيات الصم؛ "تسجل الحالات المبلغ عنها ضد النساء والفتيات الصم أكثر من 168 حالة من بين 346 حالة متورطة في أطراف صماء بين 2006-2012"
- القلق الكبير بشأن القانون الذي يزعم أن الأشخاص الصم "مجانين" لدرجة أنهم لا يستطيعون قانونياً أن يكونوا شهوداً على تنفيذ وصية
- القلق الكبير بشأن المعاملة السيئة للأطفال الصم في المدارس، مثل العقاب على استخدام الإشارة والإجبار على العلاج بالكلام
- القلق الكبير بشأن تزايد عدد الأطفال الصم الذين يتلقون زراعة القوقعة

في عام 2018، أصدرت لجنة حقوق الأشخاص ذوي الإعاقة "الملاحظات الختامية بشأن التقرير الأولي للفلبين". فيما يلي قائمة بالأمور المتعلقة بالصم من التقرير في 2018:
- القلق الكبير بشأن العنف الجنسي ضد النساء والفتيات الصم؛ "القضايا المتعلقة بالاغتصاب من قبل نساء وفتيات صم أو ضعاف السمع تفوق جميع الأنواع الأخرى من الشكاوى من النساء ذوات الإعاقات بنسبة 10 إلى 1"، خاصة الأطفال في سن المدرسة
- القلق الكبير بشأن نقص هوية الصم في المجتمع الفلبيني
- توصية قوية بأن تقدم مؤسسات الإغاثة في حالات الكوارث المعلومات بلغة الإشارة
- توصية قوية لزيادة عدد المترجمين بلغة الإشارة في المحاكم

كان هناك أيضاً قلق كبير بشأن نقص وجود لغة إشارة وطنية. تم معالجة هذا القلق من خلال إصدار تشريع RA 11106 في منتصف 2018، الذي اعترف بلغة الإشارة الفلبينية (FSL) كلغة إشارة وطنية.

## الكشف المبكر عن السمع والتدخل
أظهرت دراسات أن فحص السمع الشامل للأطفال حديثي الولادة يقلل من تأخر اللغة وحرمان اللغة الذي يعاني منه الأطفال الصم وذوي السمع الضعيف. في عام 2007، بدأ الحكومة الفلبينية في تشكيل فريق عمل لفحص السمع للأطفال حديثي الولادة. وفي عام 2009، أصدرت الحكومة الفلبينية قانون فحص السمع للأطفال حديثي الولادة والتدخل RA9709.

### RA9709
قانون RA9709، بعنوان "قانون الفحص والتدخل السمعي لحديثي الولادة لعام 2009"، هو التشريع الحالي الذي يتضمن أحكاماً بشأن الفحص السمعي لحديثي الولادة في الفلبين (مع بعض التعديلات في عام 2020). السياسات المهمة المتعلقة بالفحص السمعي لحديثي الولادة تم ذكرها أدناه:
- القسم 2: "إعلان السياسة" - يعترف هذا القسم بأن الأطفال ذوي الإعاقة السمعية يستحقون الوصول إلى اللغة منذ سن مبكرة، وأن الغرض من هذه السياسة سيكون الخطوة الأولى لتطبيق ذلك
- القسم 3: "برنامج فحص السمع لحديثي الولادة" - يحدد هذا القسم الأحكام المتعلقة بالفحص والمتابعة لجميع الأطفال حديثي الولادة
- القسم 5: "الواجب في إعلام" - يتطلب هذا القسم من جميع المهنيين الصحيين الذين يشاركون في ولادة الأطفال إعلام الوالدين بضرورة إجراء الفحص السمعي
- القسم 6: "الواجب في إجراء فحص السمع لحديثي الولادة وتقييم السمع التشخيصي" - يتطلب هذا القسم فحص جميع الأطفال قبل بلوغهم 3 أشهر، وأن المسؤولية في اختبار الأطفال تقع على عاتق الوالدين والمهنيين الصحيين
- القسم 7: "رفض الفحص" - يسمح هذا القسم بالاستثناءات الدينية أو الثقافية لفحص السمع، ولكن يجب توقيع إقرار
- القسم 8: "التعليم المستمر وإعادة التعليم والتدريب" - يتطلب هذا القسم من الوكالات الحكومية توفير المعلومات والتدريب حول فحص السمع للمهنيين الصحيين
- القسم 11: "إنشاء مراكز فحص السمع لحديثي الولادة" - يتطلب هذا القسم إنشاء مراكز خاصة لفحص السمع والإحالة والمتابعات
- القسم 12: "إدارة البيانات والبحث التطبيقي" - يتطلب هذا القسم تقديم بيانات الفحص بشكل دوري ووضع خطط طويلة الأمد لكل طفل
- القسم 14: "رسوم فحص حديثي الولادة" - يتطلب هذا القسم من شركة التأمين الصحي الفلبينية تضمين تكلفة الفحص السمعي لحديثي الولادة ضمن تكاليفها

### التنفيذ
بشكل عام، يشعر العاملون في القطاع الصحي في الفلبين بالالتزام بإعلام الوالدين الجدد حول اختبارات فحص السمع سواءً عند الولادة في المستشفى، حيث يُطلب ذلك، أو في المنزل حيث يكون من الصعب تنفيذ ذلك. ومع ذلك، لا تزال هناك بعض القيود في بعض المقاطعات والمناطق الريفية من حيث الوصول إلى التقنيات المناسبة أو طرق نشر المعلومات التي يمكن معالجتها.

### التدخلات
يُتاح للأطفال خيار شراء سماعات الأذن أو زرع القوقعة.[بحاجة لمصدر أفضل] يمكن أن تتراوح تكلفة سماعات الأذن بين 35,000 و 280,000 بيزو فلبيني، بينما يمكن أن تصل تكلفة زرع القوقعة إلى 1,200,000 بيزو فلبيني. كما تقدم وزارة التعليم الفلبينية برامج التعليم الخاص (SPED) في جميع المدارس العامة للأطفال ذوي الإعاقة. وهذه البرامج تشرف عليها المجلس الوطني لشؤون الإعاقة.[بحاجة لمصدر] يتم توفير الوصول إلى لغة الإشارة للأطفال الصم في التعليم ضمن برامج SPED في المدارس العامة. يستخدم العديد من معلمي SPED نهجاً ثنائياً، حيث يدرسون الطلاب لغة الإشارة الأمريكية.[بحاجة لمصدر]

## التعليم العالي

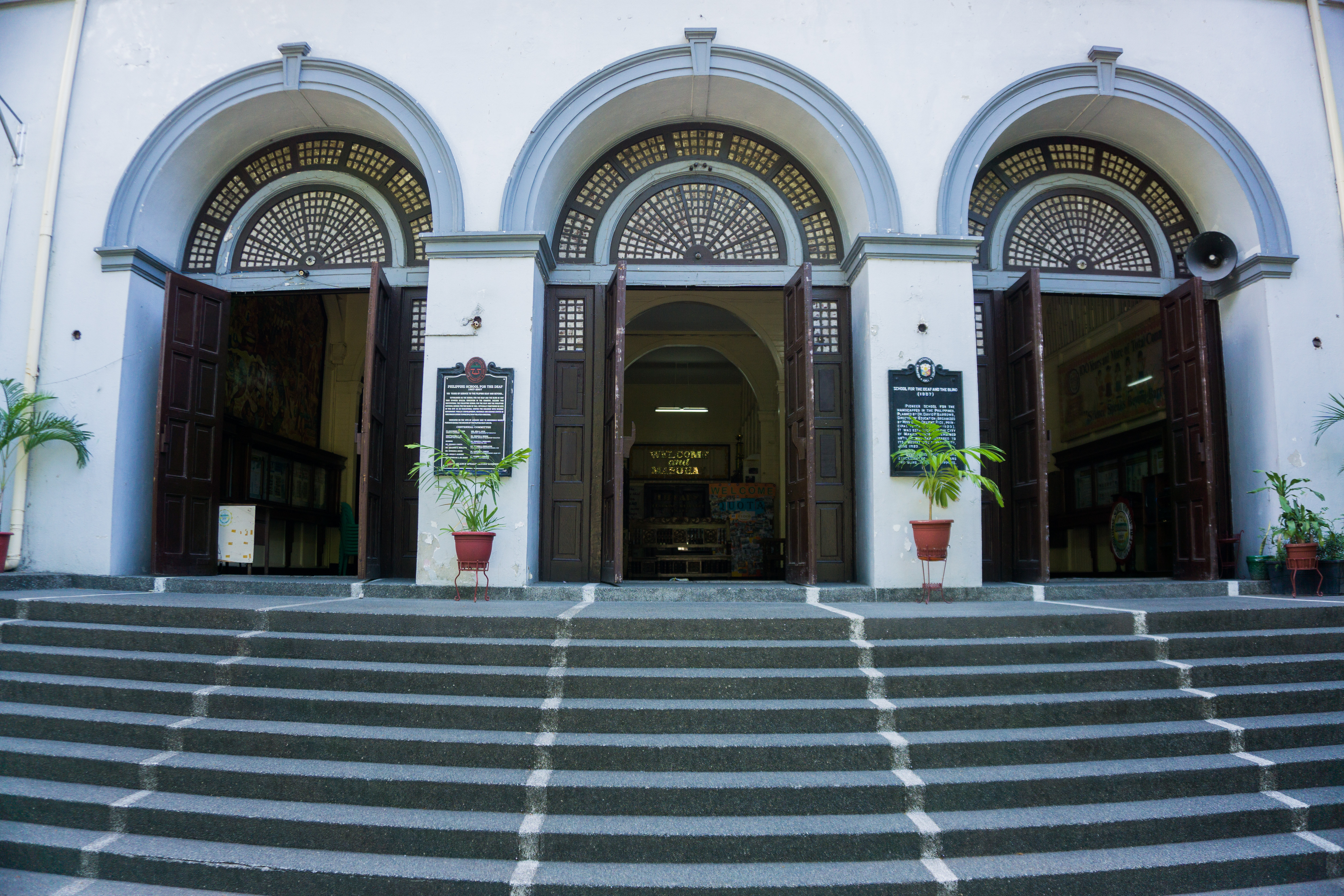
مدرسة الفلبين للصم - المدخل الرئيسي

### الحماية القانونية
يُعزز القانون الجمهوري رقم 7277 التعليم المناسب للأشخاص ذوي الإعاقة في الفلبين. ينص هذا القانون، من بين أمور أخرى:
- القسم 5: "فرص متساوية للتوظيف" - لا يمكن رفض توظيف الأشخاص بناءً على إعاقتهم
- القسم 6: "التوظيف المحمي" - إذا لم يتمكن الأشخاص ذوي الإعاقة من العثور على عمل، يُضمن لهم الحصول على وظيفة مستقرة في مجال اهتمامهم من خلال التوظيف المحمي
- القسم 8: "الحوافز لأصحاب العمل" - يجب على الشركات الخاصة توفير التسهيلات لموظفيهم ذوي الإعاقة
- القسم 9: "إعادة التأهيل المهني" - ستوفر الحكومة الفلبينية التدريب المهني للأشخاص ذوي الإعاقة لتطوير مهاراتهم
- القسم 10: "الإرشاد والتوجيه المهني" - سيتم تزويد الأشخاص ذوي الإعاقة بالموارد والاستشاريين للتدريب المهني
- القسم 12: "الوصول إلى التعليم الجيد" - ستوفر الحكومة الفلبينية الوصول المتساوي إلى التعليم الجيد، ويُعد من غير القانوني رفض قبول الطالب في المدرسة على أساس الإعاقة
- القسم 13: "مساعدة الطلاب ذوي الإعاقة" - يجب على الحكومة الفلبينية توفير المساعدة المالية للطلاب ذوي الإعاقة الذين يسعون للحصول على التعليم بعد الثانوية
- القسم 14: "التعليم الخاص" - يجب على المدارس العامة توفير برامج التعليم الخاص الكافية (SPED)، بتمويل من الحكومة الفلبينية
- القسم 17: "الجامعات الحكومية والكليات" - المسؤولية تقع على الجامعات لتوفير التسهيلات المطلوبة ومواد التدريب المهني، وكذلك إجراء بحوث للقضاء على التمييز ضد الأشخاص ذوي الإعاقة
- القسم 26: "الوصول إلى وسائل النقل العام" - ستطور الحكومة الفلبينية وتوفر تمويلاً لبرنامج لمساعدة الأشخاص ذوي الإعاقة في الوصول إلى وسائل النقل العام

### المدارس الجامعية للطلاب الصم
|                  | مدرسة CAP College للطلاب الصم | كلية دي لا سال (DLS)-كلية سانت بينيلد | كلية العلوم والتكنولوجيا في ولاية سيبو | كلية MCCID للتكنولوجيا |
| ---------------- | ----------------------------- | ------------------------------------- | -------------------------------------- | ---------------------- |
| الموقع(ات)       | مانيلا، لوزون                 | مانيلا، لوزون أنتيبولو، ريزال         | مدينة سيبو، سيبو (الرئيسية)            | سان ماتيو، ريزال       |
| تأسست في (السنة) | 1989                          | 1988                                  | 1911                                   | 1993                   |
| تمويلها          | من الحكومة الفلبينية          | من الحكومة الفلبينية                  | خاص                                    | خاص                    |

#### كلية كاب للطلاب الصم
بدأت بإسم مؤسسة كلية كاب (بالإنجليزية: CAP College Foundation)، وتولي مدرسة كلية كاب للطلاب الصم أولوية تطوير مهارات التوظيف، والدعوة لمجتمع الصم، والاستقلالية، وتحسين الوضع الاجتماعي والاقتصادي للأشخاص الصم.
تقدم درجات في:
- دبلوم في فنون تكنولوجيا المعلومات
- بكالوريوس في إدارة الأعمال

#### كلية دي لا سال (DLS)-كلية سانت بينيلد
تولي كلية دي لا سال (DLS)-كلية سانت بينيلد أولوية للتراث الكاثوليكي، وخدمة المجتمع، والوصول إلى التعليم.
تقدم العديد من البرامج الجامعية، بما في ذلك:
- مدرسة الفنون والثقافة والأداء
- مدرسة تعليم الصم والدراسات التطبيقية
- مدرسة الدبلوماسية والحكم
- مدرسة البيئة والتصميم
- مدرسة إدارة الفنادق والمطاعم والمؤسسات
- مدرسة إدارة الأعمال وتكنولوجيا المعلومات، و
- مدرسة الفنون الإعلامية الجديدة

#### جامعة سيبو التقنية
كانت تعرف سابقًا باسم كلية ولاية سيبو للعلوم والتكنولوجيا، وتملك جامعة سيبو التقنية تسعة فروع في أرجاو، باباغ، بارالي، كارمن، دانبانتايان، مدينة داناو، سان فرانسيسكو، ماولبوال، وتوبوران. كما يوجد ثلاثة عشر فرعًا امتداديًا في بالامبان، بانتايان، دومانجوج، جيناتيلان، مالابويك، ناغا، أوسلوب، بينامونغاهان، سامبوان، سان فيرناندو، سان ريميجيو، تابوغون، وتابويلان.
تقدم الحرم الرئيسي في مدينة سيبو العديد من البرامج الجامعية، بما في ذلك:
- كلية الفنون والعلوم
- كلية الكمبيوتر وتكنولوجيا المعلومات والاتصالات
- كلية إدارة الأعمال وريادة الأعمال
- كلية الهندسة
- كلية التربية، و
- كلية التكنولوجيا

### معهد مانيلا المسيحي للكمبيوتر للطلاب الصم

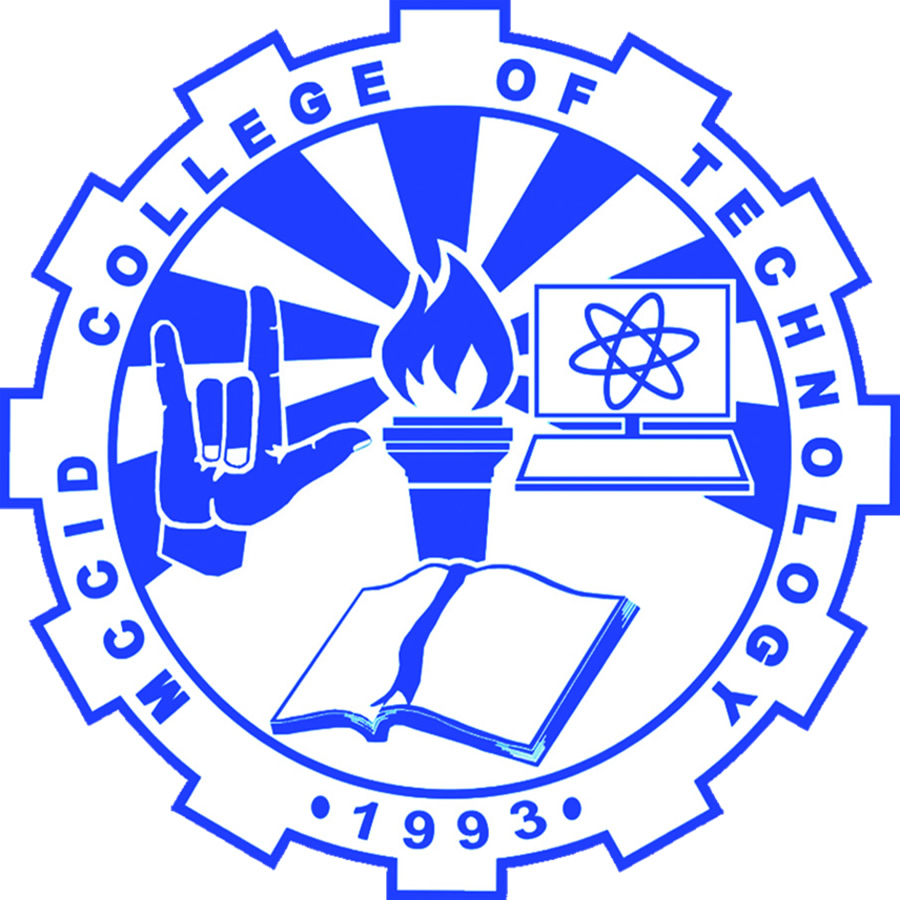
شعار معهد مانيلا المسيحي للكمبيوتر للطلاب الصم، الذي يرمز إلى أركانها الثلاثة: تعليم لغة الإشارة، القيم المسيحية، والدراسات التكنولوجية.

تولي معهد مانيلا المسيحي للكمبيوتر للطلاب الصم كلية التكنولوجيا أولوية تدريب المهارات التقنية في الكمبيوتر، ولغات الإشارة، والقيم المسيحية، والأنشطة الترفيهية، ومساعدة التوظيف.
تقدم المعهد دروسًا حضورية وعبر الإنترنت في البرامج التالية:
- دبلوم في فنون وتقنيات تصميم الكمبيوتر للطلاب الصم (DACDT)
- دبلوم في تكنولوجيا الأعمال للطلاب الصم (DBT)
- شهادة في لغة الإشارة والترجمة لمدة سنة واحدة (CSLI)
- دورة في تقنيات تشغيل البرمجيات لمدة خمسة أشهر (CSOT)
- تدريب مجاني على حساسيات الصم
- دروس مباشرة عبر الإنترنت في لغة الإشارة
- دروس متقدمة مباشرة عبر الإنترنت في لغة الإشارة
- دروس مباشرة عبر الإنترنت في لغة الإشارة الفلبينية
- دروس متقدمة مباشرة عبر الإنترنت في لغة الإشارة الفلبينية

## الرعاية الصحية

### الحماية القانونية
ينص قانون الجمهورية رقم 7277 على السياسات الصحية التالية:
- القسم 18: برنامج الصحة الوطني - أهداف هذا البرنامج هي منع الإعاقة، وتشخيص الإعاقة مبكرًا، وتوفير إعادة تأهيل مبكرة للأشخاص ذوي الإعاقة
- القسم 20: الخدمات الصحية - تعترف الحكومة الفلبينية بحق الأشخاص ذوي الإعاقة في الصحة وستوفر الأموال لجعل الوقاية من الإعاقة والعلاج الطبي ميسورًا
- القسم 26: الوصول إلى مرافق النقل العام - ستطور الحكومة الفلبينية وتوفر تمويلًا لبرنامج يساعد الأشخاص ذوي الإعاقة على الوصول إلى وسائل النقل العامة

### التفاوتات الصحية
من المرجح أن يتعرض الصم الفلبينيون للاعتداء الجنسي أكثر من غيرهم من أنواع التفاوتات الأخرى[بحاجة لتوضيح]. كما كانت هناك دعوة[مِمَن؟]
```
من أجل إجراء بحوث دقيقة أكثر لتقليل عدد الاعتداءات الجنسية.
[
25
]
 من غير المرجح أيضًا أن يتمكن الصم الفلبينيون من الإبلاغ عن أي نوع من الاعتداءات، لأن مكتب التحقيقات الوطني (NBI) يعتبر المترجمين طرفًا ثالثًا، وهو ما يصنف كإشاعات.
[
25
]
```

من المرجح أيضًا أن يتأثر الفلبينيون من جميع الفئات العمرية بالصمم أكثر من البلدان ذات الدخل المرتفع. كما تم العثور على أن الفلبينيين لديهم معدلات أعلى من الصمم العميق.
تعتبر الفلبين واحدة من أكثر الدول عرضة للكوارث في العالم، حيث تواجه 8-9 أعاصير استوائية خلال الصيف ومن المرجح أيضًا أن يموت الصم الفلبينيون في حالات الكوارث أكثر من نظرائهم السامعين. فهم غير قادرين على التحدث مع خدمات الطوارئ الطبية المقدمة في البلاد، ولا يبدو أن هناك خدمة طوارئ طبية مخصصة للصم الفلبينيين.

## العمل

### الحماية القانونية
ينص قانون الجمهورية رقم 7277، الذي أقر في عام 1992، على السياسات التالية المتعلقة بالتوظيف والتدريب المهني:
- القسم 5: فرص متساوية للعمل - لا يمكن منع الأشخاص من التوظيف بناءً على الإعاقة
- القسم 6: العمل المحمي - إذا لم يتمكن الأشخاص ذوو الإعاقة من العثور على عمل، فإنهم ضامنون للعثور على وظيفة مستقرة في مجال اهتمامهم من خلال العمل المحمي
- القسم 8: الحوافز لأرباب العمل - يجب على الشركات الخاصة توفير التسهيلات لموظفيهم ذوي الإعاقة
- القسم 9: إعادة التأهيل المهني - ستوفر الحكومة الفلبينية تدريبًا مهنيًا للأشخاص ذوي الإعاقة من أجل تطوير المهارات
- القسم 10: الإرشاد المهني والمشورة - سيتم تزويد الأشخاص ذوي الإعاقة بالموارد والمستشارين للتدريب المهني
- القسم 26: الوصول إلى مرافق النقل العام - ستطور الحكومة الفلبينية وتوفر تمويلًا لبرنامج يساعد الأشخاص ذوي الإعاقة على الوصول إلى وسائل النقل العامة
- القسم 32: التمييز في العمل - يُمنع منع شخص من العمل بناءً على الإعاقة، ويجب على الشركات توفير فرص متاحة للتقدم والعمل كالأشخاص غير المعاقين

### الدخل
بينما يحمي قانون RA 7277 من التمييز ويشجع على توفير الفرص المتساوية للأشخاص الصم، كان الدخل اليومي المقدر للفلبينيين الصم حوالي 35.00 بيسو إلى 60.00 بيسو. بالمقارنة، كان الدخل اليومي المقدر للفلبينيين السامعين في نفس الفترة[متى؟] حوالي 290.73 بيسو.

### الوظائف الشائعة
غالبًا ما يعمل معظم الفلبينيين الصم في وظائف عمال الياقات الزرقاء مثل جامعي القمامة، والبائعين، والخياطات (صانعي الملابس)، وأخصائيي تجميل الأظافر، والمعالجين بالتدليك، والفلاحين، ومشغلي الجيب، وسائقي البيديكاب، والنجارين، والكهربائيين، أو إصلاحات المظلات. كما يوفر مركز إعادة التأهيل المهني الوطني تدريبًا مجانيًا للأشخاص الصم في فصول مثل تصفيف الشعر، وعلم التجميل، والتدليك، والخياطة، ومعالجة الطعام، ومحو الأمية الحاسوبية، والإلكترونيات. للحصول على وظائف عالية المستوى وظائف الياقات البيضاء، يجب على الفلبينيين اجتياز امتحان الخدمة المدنية. يُكتب هذا الامتحان باللغة الفلبينية، بينما يتكون التعليم الخاص بالصم أساسًا من لغة الإشارة الفلبينية (FSL) والإنجليزية.

## الحفاظ على اللغة وإحيائها
تتمتع لغة الإشارة الفلبينية بقاعدة سكانية متوسطة الحجم، حيث يقدر عدد المتحدثين الأصليين للصم بـ 121,000 شخص. كما تعتبر لغة مستقرة، لأن FSL ليست اللغة الرئيسية المستخدمة في معظم المؤسسات التعليمية أو أماكن العمل. ومع ذلك، يتم استخدامها كلغة رئيسية في المدارس والبرامج الخاصة بالصم، ويتم تكميلها باللغة الإنجليزية المكتوبة. تصنف FSL بين 5-6a على مقياس التوسع التصنيفي بين الأجيال (EGIDS).
هناك العديد من العوامل التي تساهم في الحفاظ على اللغة، بما في ذلك التوثيق، والتعليم للأطفال والكبار، والوعي الثقافي، والاعتراف الوطني. إليك موارد الفلبين لكل عامل:
- التوثيق: هناك العديد من المواقع والموارد على الإنترنت لتعلم مفردات لغة الإشارة الفلبينية. كما توجد آفاق لإعداد قاموس للغة الإشارة الفلبينية.[32]
- التعليم: يُعلم الأطفال في المؤسسات الخاصة بالصم أساسًا لغة الإشارة الأمريكية (ASL)، وFSL، والإنجليزية المكتوبة.[بحاجة لمصدر]
- الوعي الثقافي: يشعر مجتمع الصم في الفلبين بهوية قوية تجاه كونه أصم، ويتعاون مع أفراد آخرين من الصم، ويحضر المدارس الخاصة بالصم، ويشارك في البرامج الخاصة بالصم، ويستخدم لغة الإشارة (خصوصًا لغة الإشارة الفلبينية).[بحاجة لمصدر]
- الاعتراف الوطني: ينص قانون الجمهورية رقم 11106 على اعتبار لغة الإشارة الفلبينية اللغة الوطنية للصم الفلبينيين، مما يضمن أن يتم ترجمة المعاملات الحكومية إلى FSL للجميع، ويعزز التعاون من أجل وضع منهج وطني موحد في تعليم الصم، ويشجع استخدام المعلمين الصم في تعليم الصم، ويُنشئ برنامج تدريب صارم للمترجمين لضمان الترجمة المناسبة، ويُنفذ استخدام FSL في أماكن العمل، والمحاكم، والمستشفيات، ووسائل النقل العامة، والإعلام.[33]